# 外接圓

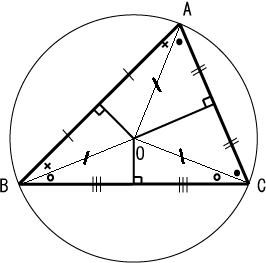
三角形的垂直平分線會相交於外接圓的圓心

在數學中，一個二維平面上的多邊形的外接圓是一個使得該多邊形的所有頂點都在其上的圓形，這時稱這個多邊形為圓內接多邊形，外接圓的圓心被稱為該多邊形的外心。
一個多邊形至多有一個外接圓，也就是說對於一個多邊形，它的外接圓，如果存在的話，是唯一的。並非所有的多邊形都有外接圓。三角形和正多邊形一定有外接圓。擁有外接圓的四邊形被稱為圓內接四邊形。

## 三角形的外接圓
任何三角形都有外接圓。三角形外心的位置在三角形的三條邊的垂直平分線的交點上，到三個頂點的距離都相等（等於外接圓的半徑），而且：
- 對於直角三角形，外心是斜邊的中點，外接圓半徑即斜邊長度的一半。這是泰勒斯定理的形式之一。
- 對於鈍角三角形：外心在三角形外，靠近最長邊。
- 對於銳角三角形：外心在三角形內。

若以R表示三角形外接圓半徑，那麼根據正弦定理，{\displaystyle {\frac {a}{\sin A}}={\frac {b}{\sin B}}={\frac {c}{\sin C}}=2R}。
若以{\displaystyle S}表示三角形面积，由于{\displaystyle S={\frac {1}{2}}ab\sin C}，整理得到 {\displaystyle R={\frac {abc}{4S}}}。

## 圓內接四邊形
圓內接四邊形對角互補，其面積{\displaystyle A}可以用婆羅摩笈多公式求得：{\displaystyle A={\sqrt {(s-a)(s-b)(s-c)(s-d)}}}，其中{\displaystyle a}, {\displaystyle b}, {\displaystyle c}, {\displaystyle d}為四邊的長度，{\displaystyle s}為半周長。
其外接圓半徑為：{\displaystyle R={\frac {\sqrt {(ac+bd)(ad+bc)(ab+cd)}}{4A}}}。
邊長相等的四邊形中，以圓內接四边形最大。

## 正多边形的外接圆
所有的正多边形都有外接圆，外接圆的圆心和正多边形的中心重合。边长为{\displaystyle a}的n邊正多边形外接圆的半径为：
{\displaystyle R_{n}={\frac {a}{2\sin \left({\frac {\pi }{n}}\right)}}={\frac {a}{2}}\csc \left({\frac {\pi }{n}}\right)}
面積为：
{\displaystyle A_{n}=\pi R_{n}^{2}={\frac {\pi a^{2}}{4\sin ^{2}\left({\frac {\pi }{n}}\right)}}={\frac {\pi a^{2}}{4}}\csc ^{2}\left({\frac {\pi }{n}}\right)}
正n 边形的面积{\displaystyle S_{n}}与其外接圆的面积{\displaystyle A_{n}}之比为
{\displaystyle \rho _{n}={\frac {S_{n}}{A_{n}}}={\dfrac {{\frac {na^{2}}{4}}\cot \left({\frac {\pi }{n}}\right)}{{\frac {\pi a^{2}}{4}}\csc ^{2}\left({\frac {\pi }{n}}\right)}}={\frac {n}{\pi }}\cos \left({\frac {\pi }{n}}\right)\sin \left({\frac {\pi }{n}}\right)={\frac {n}{2\pi }}\sin \left({\frac {2\pi }{n}}\right)}
故此，當{\displaystyle n}趨向無窮時，
{\displaystyle \lim _{n\to \infty }\rho _{n}=\lim _{n\to \infty }{\frac {n}{2\pi }}\sin \left({\frac {2\pi }{n}}\right)=1}
另外，其內切圓的面積{\displaystyle s_{n}}與其外接圓的面積{\displaystyle A_{n}}之比為:
{\displaystyle \tau _{n}={\frac {s_{n}}{A_{n}}}={\frac {s_{n}}{S_{n}}}\cdot {\frac {S_{n}}{A_{n}}}=\varphi _{n}\rho _{n}=\left[{\frac {\pi }{n}}\cot \left({\frac {\pi }{n}}\right)\right]\left[{\frac {n}{\pi }}\cos \left({\frac {\pi }{n}}\right)\sin \left({\frac {\pi }{n}}\right)\right]=\cos ^{2}\left({\frac {\pi }{n}}\right)}

## 延伸阅读
- 内切圆
- 旁切圆
- 九点圆
- 最小外接圆
- 外接球
- 塔里點